# Coenonympha splendens
Coenonympha splendens är en fjärilsart som beskrevs av Marcel Caruel 1944. Coenonympha splendens ingår i släktet Coenonympha och familjen praktfjärilar. Inga underarter finns listade i Catalogue of Life.